# 天图铁路
天图轻便铁路是吉林省延边地区第一条铁路，从天宝山银铜矿到图们江岸开山屯的一条铁路。

## 技术
天图轻便铁路起点为天宝山银铜矿，经老头沟、朝阳川、龙井村至图们江边的地坊站（后改名为图们江岸站、开山屯站）。老头沟至开山屯全长101公里。朝阳川至局子街（延吉街里）支线10公里。共计111公里。轨距为2.6英尺（762毫米）。
共设13站：
開山屯 - 懐慶街 - 石門子 - 八道河子 - 榛柴溝 - 長在村 - 東盛湧 - 龍井 - 馬鞍山 - 朝陽川 - 銅仏寺 - 老頭溝

## 历史
1917年8月日本向北洋政府交通部提出了修建天图铁路的要求。1917年12月21日，中日合办天宝山银铜矿的泰兴会社经理日籍饭田延太郎勾结延吉乡贤文禄擅订《中日合办天图铁路合同》15条，规定资本200万日元，双方各出一半。1918年3月16日经北洋交通总长曹汝霖批准立案。1919年交通部再次审核，拒绝批准，该合同作废。1921年10月，日本强行修筑天图铁路，引起延吉数千民众示威反对，筑路工程被迫停工。抗议学生领袖李常青被羁押。1921年2月，日方将图们江筏桥改为打桩木桥。1922年3月，江水泛滥，木桥流失，于是重新修了木便桥。
1922年8月日本东洋拓殖株式会社私自与吉林省公署签订协议，建设老头沟、局子街（今延吉）至开山屯的窄轨铁路。1922年11月，张作霖批准中日签订《修筑天图铁路契约》，并禁止民众反对。1923年春该路动工，1924年10月竣工。1924年11月，龙井与老头沟之间、朝阳川与局子街（延吉）之间的天图轻便铁路通车。
1925年，满铁制订了“满蒙开发铁路网计划”，20年之内在中国东北修筑铁路35条，总长8800公里。1925年12月，中日政府间签订了《国际铁桥架设协定》。1925年12月中日两国签订《承包建设吉敦铁路合同》。
1926年6月9日，延吉交涉员兼延吉道尹陶彬和间岛日本总领事馆铃木要太郎签订开山屯车站与朝鲜上三峰车站之间的图们江桥修建协定。日本为谋取吉会路之建成，于1926年7月借口天图轻便铁路营业不振，要求延长吉敦铁路。吉会铁路经开山屯、图们江国际铁路大桥进入朝鲜，通过上三峰车站，抵达会宁，驶上“北鲜西部线”。在朝鲜总督府铁道局监督下，由荒井组承包，在图们江口上游210公里处，修筑了“图们江国际铁路大桥”。1926年10月，江桥开始动工。1927年10月完工。大桥全长323.7公尺，桥式为22.3X14孔上承钢板梁桥，并把3公尺宽的人行道桥架设在同一桥敦上。 将
1928年5月15日，中华民国交通部与满铁就吉会铁路事宜达成协议；但满铁的施工要求被当时的吉林省地方政府拒绝。
1932年动工建设敦图铁路。目的是联结北鲜线的终点罗津港。天图轻便铁路线路中老头沟至延吉间并入敦图铁路
1933年2月9日，满洲国政府以635万元收买天图轻便铁路。1933年7月至1934年3月间，在修筑敦图线的同时，将天图轻便铁路改筑为标准轨，其设计标准同于敦图线，朝阳川至开山屯段改成朝开线，称敦图南回线。后并入吉会铁路（吉林至会宁）。1934年开山屯图们江大桥更换了标准轨铁道的上承钢板梁，并改修成铁路与公路两用桥。 1945年日本投降时将大桥炸毁。1954年大桥被修复。 